# スーパー競馬
『スーパー競馬』（スーパーけいば、英字表記：SUPER KEIBA）とは東日本と沖縄県のFNS系列局で1987年4月5日から2007年12月23日まで毎週日曜日に放送されていた、中央競馬の中継番組である。前身番組は『チャレンジ・ザ・競馬』。後継番組は2008年1月6日から2009年12月27日まで放送の『みんなのケイバ』。

## 概要
チャレンジ・ザ・競馬の時代のクイズ・バラエティー形式のものから転換して、競馬中継の原点であるレースを純粋に見せるスタンスに戻して放送が行われた。
関東圏（東京競馬場、中山競馬場）で行われる準メインレースとメインレースおよび関西、裏開催、北海道のメインレースを中継。メインレースについてはパドック解説、レース回顧、勝利騎手インタビューも放送した。GIレースが行われる場合（特に日本ダービー当日や秋期）は構成の都合などにより裏開催のメインレースが放送されない場合があった。
放送エリア内で2場開催となる場合、北海道文化放送、福島テレビ、新潟総合テレビは原則として自局制作しそれ以外の局はフジテレビ制作分を放送した。ただし夏場の福島競馬場・新潟競馬場開催についてはフジテレビ主導で地元局との共同制作の形をとり、実況は基本的に地元局のアナウンサーが行い番組進行はフジテレビ中継の司会者が担当した。
後期には、競馬初心者の女性タレントを司会やアシスタントに多く起用した。出演者や構成・演出などについて、前後の時間帯に放送されている『中央競馬ワイド中継』や西日本圏で放送されている関西テレビ放送制作の『DREAM競馬』（2006年まで『ドリーム競馬』）とたびたび比較された。
2005年4月から地上デジタル放送（地デジ）でハイビジョン放送が開始された（東京・中山開催時）。地デジの全国拡大により、順次他場分もハイビジョン制作に移行した。
末期の2007年はタイトルを「SUPER KEIBA」に改題し、番組のセットもリニューアルされた。
2007年12月23日放送分を最後に、20年9か月に及ぶ歴史に幕を閉じた。

## 放送時間
基本的には毎週日曜日の15:00から16:00までの1時間放送。関東の主要GIレース開催時は14:30から90分間放送していた。ただし2005年の天皇賞（秋）は通常放送で、2007年は日本ダービーは14:40開始、皐月賞、オークス、天皇賞（秋）は通常放送になった。また、同年のジャパンカップおよび有馬記念（番組最終回）は10分早く15:50で放送を終了した。
F1日本グランプリ中継時にも変更がある場合があった。また、国際千葉駅伝が12月の第3日曜日に開催された年（1988年・1990年・1991年）は駅伝中継が通常の放送時間と重なったため、16:50から40分間のダイジェスト番組を放送していた。
『FNSの日』が放送される日は、1994年と1995年はメインレース（重賞）の結果・配当のみ放送し、1996年から重賞に限って生中継を行った。なお、1993年以前は放送当日に重賞が行われなかったため、番組そのものが休止となった。

## ネット局

### レース中継に関係した局
- フジテレビジョン（CX、キー局）
- 北海道文化放送（UHB、夏季北海道開催時は『ドラマチック競馬』を放送）
- 福島テレビ（FTV、福島主場開催制作協力。従場開催時は『エキサイティング競馬』を放送）
- 新潟放送（BSN、1999年まで新潟主場開催製作協力。ネットそのものは同年12月まで。従場開催時は『ダイナミック競馬』を放送。詳細後述）
- 新潟総合テレビ（NST、2001年から新潟主場開催制作協力。ネットそのものは2000年1月から。従場開催時は『NSTスーパー競馬』を放送）

### ネット受けの局
- 岩手めんこいテレビ（mit、1993年12月19日・第27回スプリンターズステークスから。GIのみ）
- 仙台放送（OX）
- 秋田テレビ（AKT、1997年4月13日・第57回皐月賞から）
- さくらんぼテレビジョン（SAY、GIのみ）
- 長野放送（NBS、1998年10月25日から。 当初はGIのみ放送[2]、1999年10月24日から毎週放送[3]。)
- テレビ静岡（SUT）
- 沖縄テレビ放送（OTV）

## ネット局の備考
岩手めんこいテレビは1993年12月19日から、GIレース開催時のみネットした。CMでは「JRA・GI完全実況生中継」と謳っていたが、2003年以降のNHKマイルカップ開催日は放送されなかった。山形県ではさくらんぼテレビジョンが同じくGIレース開催時のみネットしていたが、2006年5月14日のヴィクトリアマイル開催日は放送されなかった。なお、1993年3月31日までFNS系列だった山形テレビでの放送はなかった。
秋田テレビは県内に発売施設がないことや他系列番組の放送枠に充てるため非ネットだったが、中央競馬の主要レースを発売(岩手競馬冬休み期間中は中央全場・全レース発売)するウインズ小型拠点(当初は「横手場外」名義、2012年から正式にウインズ化)を併設した岩手競馬場外馬券販売所「テレトラック横手」がオープンしたことでネット局に加わった。またエンディングの提供(主催者)テロップでは独自に「テレトラック横手来週の発売レース」のテロップを送出していた。(これは現行の「みんなのKEIBA」でも継続中)AKTではNHK総合テレビでも中継があるGI競走を含めネット開始以来毎週放送している。
沖縄テレビでは地元出身のプロゴルファーの宮里藍の活躍により、そちらの中継を優先して当番組の放送を休止する場合があった。
BSフジでも『BSフジ競馬中継』のタイトルで放送されていた。2004年までは『競馬大王』の放送が休止する夏のローカル開催期間中に限っての放送であったが『競馬大王』のレギュラー放送終了に伴い2005年からは毎週放送され、『FNSの日』にもBSフジ独自制作版を放送した。ただし関西・中京・小倉のほうがグレードが高い競走が行われる日は『DREAM競馬』が代わりに放送された。
かつてはTBS系列の新潟放送やテレビ山梨でもネットしていた。『FNSの日』にはJNN系列ネット局向けに当番組が制作された（このときのテロップ類は新潟放送出しで行っていた。他場のレースは場内映像、実況音声部分はラジオたんぱ（現：ラジオNIKKEI）の協力で放送。ただし1998年は函館競馬場の10・11レースおよび11レースパドックは北海道文化放送の裏送りで放送した）。新潟放送は日曜日の競馬中継放映権を2000年1月に新潟総合テレビに委譲し終了。また、テレビ山梨は『JNNニュースの森』などの放送時間繰り上げに伴い2001年6月10日をもって終了した。
フジテレビ系列局の無い青森県では不定期で青森放送（RAB・日テレ系列）、青森テレビ（ATV・TBS系列）のいずれかが同時ネットしていた。青森県で放送されることとなったのは、青森県田舎館村の「テレトラック津軽」内に2001年5月、「ウインズ津軽」が開設されたことによる。青森テレビは2001年5月27日（第68回日本ダービー開催日）から、青森放送は2001年6月24日（第42回宝塚記念開催日）からネット開始。放映日は両局で調整していたがあくまでそれぞれの系列のネット番組が優先されたため、GIレースも含めて両局で放送されない週もあった。放送回線の関係上、両局の地上デジタル放送ではハイビジョン放送を行っていなかった。青森県でハイビジョン化されたのは、『みんなのKEIBA』改題後の2010年の夏競馬時期からである。なお当番組が特別番組で休止した場合は、関東独立U局制作の『中央競馬ワイド中継』をいずれかの局で放送。2007年7月29日の『FNSの日』当日はRABがテレビ北海道の『TVhサマー競馬』を放送した。
『FNSの日』放送時、一部地域では他の系列局が振り替え放送をしたが独立UHF放送局では全国高等学校野球選手権大会の県予選中継を優先して競馬中継を行わない地域もあった。

## 出演者

### 司会・アシスタント
| 期間      | 期間       | 男性メイン | 女性メイン   | アシスタント |
| --------- | ---------- | ---------- | ------------ | ------------ |
| 1987.4.5  | 1994.3.27  | 潮哲也     | 鈴木淑子     | 青山美恵子   |
| 1994.4.3  | 1995.7.9   | 福原直英   | 鈴木淑子     | 青山美恵子   |
| 1995.7.23 | 1995.9.3   | 福原直英   | 高木希世子   | （不在）     |
| 1995.9.10 | 1996.3.31  | 福原直英   | 高木希世子   | 吉野公佳     |
| 1996.4.7  | 1996.9.29  | （不在）   | 高木希世子   | 吉野公佳     |
| 1996.10.6 | 1996.12.22 | （不在）   | 斎藤陽子     | 吉野公佳     |
| 1997.1.5  | 1999.3.28  | （不在）   | 斎藤陽子     | さとう珠緒   |
| 1999.4.4  | 2001.8.5   | 福原直英   | さとう珠緒   | （不在）     |
| 2001.8.12 | 2002.9.29  | 吉田伸男   | さとう珠緒   | （不在）     |
| 2002.10.6 | 2003.6.15  | 吉田伸男   | 高島彩       | （不在）     |
| 2003.6.22 | 2003.9.28  | 吉田伸男   | （週替わり） | （不在）     |
| 2003.10.5 | 2005.3.27  | 吉田伸男   | 梅津弥英子   | （不在）     |
| 2005.4.3  | 2006.12.24 | 福原直英   | 若槻千夏     | （不在）     |
| 2007.1.7  | 2007.12.23 | 福原直英   | 長野翼       | （不在）     |

### 備考
福原、吉田、高島、梅津、長野はフジテレビアナウンサー（梅津のみ現職）。吉田の司会就任が改編期でないのは、ニューヨーク支局へ転任した福原の後任となった為。
福原と吉田は随時実況も行った。
鈴木は前身番組から続投。司会降板後も1996年頃までは事実上のレギュラーに近い立場でスタジオに出演した他、その後も牝馬限定のGI（東西問わず）や夏の開催に単発でゲスト出演することが多かった。パドックレポートも行った。尚、東信二降板後のオークス中継においては吉田均と共に実況席解説を務めていた。また、梅津の司会就任前となる2003年9月21日・9月28日には代理司会も務めた。
高島の降板から梅津の就任までの期間、福島夏競馬の司会は関口由香里（福島テレビ）が、新潟夏競馬の司会は村山恵美（新潟総合テレビ）が務めた。
若槻は、2005年5月15日は日本テレビの『ウリナリ芸能人社交ダンス部』に出演する関係で長野が代役を務めた。2006年11月5日から体調不良のため番組を休み12月10日までは長野が、12月17日は梅津が代役を務めた。
長野は2007年4月 - 9月の間、『報道2001』を兼務。

### リポーター
- 杉浦美帆（2007年1月7日 - 2007年9月2日）
  - リポーターとして取材した有力馬や騎手がことごとく敗れ、福原から「美帆ちゃんが取材した馬はなかなか先頭ゴールしない」とからかわれた。
- 東原亜希、安田美沙子、今井りか（レギュラーゲスト、2007年9月16日 - 終了）
  - 『うまなで〜UMA to NADESHIKO〜』のレギュラーメンバー3人が交互に出演した。2007年9月23日に出演した東原は夏休みの長野に代わって進行を担当した。

### 解説者
- 大川慶次郎 - 前々番組の『競馬中継』、前番組の『チャレンジ・ザ・競馬』から引き続きパドック解説とメインレースの実況席解説を務めた。メインレースの実況席解説は1994年3月までの担当(その後も吉田の代理などの理由で座ることもあった)だったが、パドック解説は晩年入院するまで担当していた。
- 井崎脩五郎（番組放送時はホースニュース・馬） - 大川と同様に前々番組の『競馬中継』（1983年よりレギュラー出演）、前番組の『チャレンジ・ザ・競馬』から引き続き出演。予想コーナー（「井崎の法則」、「井崎のナニ一点だか!」等）を担当。『スーパー競馬』レギュラー出演者の中で唯一後継番組の『みんなのケイバ』に引き続きレギュラーとして出演している。
- 吉田均（産経新聞東京本社競馬エイト） - レギュラー当初はスタジオ解説であったが、1994年4月から大川慶次郎に代わり実況席解説となり、以後番組終了まで担当した。更に大川の死去後は、メインレースの実況席解説とパドック解説を兼任した。レギュラー当初しばらくは名前のテロップが出る際に解説者では吉田のみ「競馬エイト 吉田均」と会社名込みで表示されていた。
- 東信二 - 現役引退後から間もなくレギュラー解説者として招かれた。GIレース時には吉田と共に実況席解説を担当した。大川死去後は吉田がパドック解説と兼任になったため、準メインの実況席解説も担当した。但し岡部幸雄が現役引退後は岡部が優先的に起用されるようになり、レギュラー解説者も降板となった。レギュラー降板後は夏の開催に単発でゲスト出演するほか、BSフジ独自制作版の『BSフジ競馬中継』のゲスト解説として出演する時もあった。
- 藤牧満男（競馬エイト） - 1994年3月までパドック解説を担当。ニッポン放送『日曜競馬ニッポン』メイン解説も兼務。また、レギュラー降板後も大川が体調不良により番組を欠席した際には代理でパドック解説を務めることがあった。
- 椋木宏（競馬エイト） - 藤牧と共に1994年3月までパドック解説を担当。現在はBSフジ独自制作版の『BSフジ競馬中継』の解説。
- 沖田雅輝（ホースニュース・馬） - 大川慶次郎が病気・腰痛等で休んだ時の代打。

### ゲスト解説者
- 岡部幸雄 - 騎手引退後、関東での旧八大競走開催時およびジャパンカップによくゲスト解説として出演。関西でのGI開催時は『DREAM競馬』の方にアドバイザーとしてゲスト出演することもあった。
- 小島太
- 藤沢和雄
- 片野昌一（勝馬）
- 松本ヒロシ（競馬エイト） - 大川が風邪のため欠席した際に代役としてパドック解説を担当した。また、「覆面トラックマン」、「覆面TM」として出演したこともあった。後に『みんなのKEIBA』解説者。
- 阿部幸太郎（当時ホースニュース・馬）

### 実況担当アナウンサー
基本的に第10レース（準メインレース）、第11レース（メインレース）は同一アナウンサーが担当。なお福島競馬場、新潟競馬場の夏季開催の時の実況は原則としてそれぞれ福島テレビ、新潟総合テレビ（1999年までは新潟放送）のアナウンサーが実況にあたった。
司会を務めた福原・吉田以外のメンバーは以下の通り。
- 大川和彦
- 堺正幸 - 1988年と1991年から2004年まで有馬記念を担当[9]。
- 三宅正治 - 2005年から有馬記念を担当。末期は有馬記念のみ担当。
- 塩原恒夫 - 末期のGI・JpnI競走では東京優駿とジャパンカップを担当。
- 青嶋達也 - スプリンターズステークスを9年間担当。末期のGI・JpnI競走では皐月賞、優駿牝馬、天皇賞（秋）を担当。2022年4月から、BSフジ『BSスーパーKEIBA』MCを担当。
- 佐野瑞樹 - 2007年10月よりFNNニューヨーク支局に異動[10]。
- 伊藤利尋
- 福永一茂 - ニッポン放送から転籍。
- 長谷川豊
- 岡田浩揮
- 倉田大誠

## 主なコーナー

### ツイてるヤツに乗れ!
前週に優れた予想成績を収めたトラックマンをスタジオに招いた。

### 井崎による予想コーナー
「脩五郎のレディス教室」「井崎探偵事務所」「井崎の法則」「井崎の金言」「井崎のナニ一点だか!」「脩五郎のデータ作戦」などがあった。「井崎探偵事務所」では、よしだみほが予想1コマ漫画を担当した。

### 競馬の女神様
さとうのアシスタント時代に不定期で放送された。

### 5連単クイズ
2007年5月6日のNHKマイルカップから安田記念まで、および6月24日の宝塚記念では通常の勝ち馬予想クイズに代わり1着馬から5着馬までを完璧に当てると抽選で地上デジタルテレビがもらえるクイズ「5連単」が行われたが、全的中者までは現れなかった。

## エピソード

### ハプニング
1988年5月22日に行われた優駿牝馬（オークス）の実況で、堺アナが優勝馬のコスモドリームを同じ枠番（帽色）の別の馬（サンキョウセッツ）と誤認するミスがあった。2004年10月17日に行われた府中牝馬ステークスの実況でもゴールの瞬間、伊藤アナが優勝馬のオースミハルカと2着馬の判断を誤るミスがあった。
1990年12月23日に行われた第35回有馬記念のレース中、解説の大川が「ライアン!!ライアン!!」と自身の本命であるメジロライアンを応援する声が隣で実況する大川アナのマイクに入ってしまった。またレース後には鈴木がオグリキャップ優勝の感動から泣き出してしまい、潮が払戻金を代わりに読み上げた。この日の放送は、後にフジテレビ739の『中央競馬黄金伝説』の実況復刻版として放送された。

### 出張放送
2000年8月20日（第36回札幌記念）の放送は司会の福原とさとう、解説の井崎と東が札幌競馬場に出向き、そこから生中継を行った。吉田均は1人中山競馬場に残り、中山メインレース（オーガストステークス）の解説をした（この年は新潟競馬場の改修に伴い、中山で代替開催を行っていた）。
ディープインパクトの三冠達成が懸かっていた第66回菊花賞が行われた2005年10月23日は14:35から16:00の枠で、関西テレビの『ドリーム競馬』との共同制作で京都競馬場から放送された。当初『スーパー競馬』では福原が京都に出張しレポートする形での放送予定であった（『ドリーム競馬』では杉本清の関東出張、レポートがある）が福原が飲み友達でもある『ドリーム競馬』司会（当時）の宮川一朗太にその話をしたところ「一緒に放送する?」と話が盛り上がり、共同制作になった。『ドリーム競馬』からは宮川、水野麗奈、細江純子、杉本らが出演。カメラ21台、スタート地点、空撮、並走カメラなどを加えて立体的に競馬中継をした。
2006年10月1日はディープインパクトがフランス・パリのロンシャン競馬場で行われる第85回凱旋門賞に出走を予定していたことから司会の福原と若槻、解説の鈴木淑子が衛星中継で現地から直前情報を紹介した。中山競馬場の司会は三宅が担当した。

### レース名の言い換え
当番組ではNHKマイルカップが創設されるニュースを伝えるときには「NHKマイルカップ」と表現していたが、それ以外では1996年当初から1999年の第4回まで、「NHK」を外して単に「マイルカップ」と呼称していた。東京優駿（日本ダービー）のときに前走がNHKマイルカップという馬が多い（例：クロフネ、キングカメハメハ等）ことから、予想等の解説では「前哨戦のマイルカップは強い競馬でした」等と解説するが「NHK」をつけて紹介することもあった。毎年最後の放送で、1年の競馬界を振り返る際も基本的に「マイルカップ」と紹介していた。NHKマイルカップの前身のNHK杯についても晩期には「ダービートライアル」と表現していた。新聞のラテ欄は、NHKマイルカップと表示されていた。
この他、フジサンケイグループの企業・フジネットワークの系列テレビ局が優勝杯を提供している競走の場合は、競馬専門誌・競馬新聞・スポーツ新聞等で一般的に使われている競走名ではなく、冠スポンサーとなっている企業名を含めた「正式な競走名」（JRAが開催日程などで用いる表記）で表現する。以下は、『スーパー競馬』終了当時（2007年）に存在した社杯付きのレースである。
但し、『みんなのケイバ』以降ではこれらの慣習がやや薄められているが、字幕表記については大方が正式な競走名で表記される。
- 大阪杯（放送当時GII）→産経大阪杯[14]
- オールカマー（GII）→産経賞オールカマー
- スプリングステークス（GII）→フジテレビ賞スプリングステークス（単に「フジテレビ賞」とだけ表現することが多い。よって、この番組で皐月賞トライアルを呼ぶ場合は「弥生賞、フジテレビ賞、若葉ステークス」となる）
- ローズステークス（GII）→関西テレビ放送賞ローズステークス
- フローラステークス（GII）→サンケイスポーツ賞フローラステークス
- 阪神牝馬ステークス（GII）→サンケイスポーツ杯阪神牝馬ステークス
- 東海ステークス（GII）→東海テレビ杯東海ステークス[15]（1996年以前は、東海テレビ杯金鯱賞）
- 北九州記念（GIII）→テレビ西日本賞北九州記念
- オーシャンステークス（GIII）→夕刊フジ賞オーシャンステークス（以前は、夕刊フジ賞クリスタルカップ）

## 使用曲

### オープニング
- フジテレビ・スポーツテーマ（新田一郎作曲、開始 - 1990年代前半?）
- TRIUMPH（T-SQUARE、1995年のアルバム『Welcome to the Rose Garden』に収録）
- FREE BIRD（PE'Z、2007年1月 - 終了）
- WALL STREET（服部隆之[16]、1995年4月以降のGI開催日）

### パドック
1. 1987年4月 - 1990年8月　不明
2. 1990年9月 - 1992年3月頃　The Natives Are Restless（Frank Ganbale）
3. 1992年4月 - 1994年3月　Lumber Juck（鳥山雄司）
4. 1994年4月 - 1995年3月　High Roller（The Rippingtons）
5. 1995年4月 - 2002年9月　And You Know What（Yellowjackets）
6. 2002年10月 - 2005年3月　PIER 7（和泉宏隆）
7. 2005年4月 - 2006年12月　不明
8. 2007年1月 - 終了　不明

### 本馬場入場曲

#### GI・JpnI競走
1. 1987年4月 - 1990年5月 バーデンヴァイラー行進曲（『競馬中継』→『チャレンジ・ザ・競馬』時代から引き続いて使用）
2. 1990年10月 - 1990年12月 コロネーションマーチ
3. 1991年4月 - 1994年12月 交響詩「グラディウスIII」序曲（作曲:コナミ矩形波倶楽部/編曲:長谷川智樹）
4. 1995年4月 - 終了 スーパー競馬メインタイトル[17]～(副題)Theme of SUPER KEIBA,from ’95 to ’07～（千住明作曲、エンディングテーマ兼用）

「スーパー競馬メインタイトル」については、もともとは朗読CD『涙を馬のたてがみに〜寺山修司・競走馬の詩』のメインテーマとして使用されていた曲（『走る希望を見守ってやろう』の章で使用されていたBGM曲）である。時折この曲が『わが心の銀河鉄道』『我が心の銀河鉄道』という曲名で紹介されることもあるが、その曲名は1996年に作曲された全く別の楽曲の曲名であり、完全な誤情報である。また、当番組の終了後しばらく経ってから発売された千住明のオムニバスアルバム 『Best Wishes III』には、この「スーパー競馬メインタイトル」が「Theme of SUPER KEIBA,from ’95 to ’07」という曲名で収録されているが、こちらはオーケストラ演奏版であり、中継で使用されたものとは音源が異なる。このオーケストラ版は後に2018年以降のみんなのKEIBAの東京競馬場及び中山競馬場の本場馬入場曲として使用された。

#### GII・GIII競走
1. 1987年4月 - 1990年8月（『機甲戦記ドラグナーのBGM『Dragonar Custom』）
2. 1990年9月 - 1992年8月
3. 1992年9月 - 1995年3月（ 『ふしぎの海のナディア』のBGM）

「風が駆け抜ける」上田正樹

## 関連商品

### 中央競馬ビデオ（DVD）年鑑（西暦）シリーズ
制作・フジテレビ映像企画部、発売・ポニーキャニオン。
当該年の中央競馬の全ての重賞競走のレース映像を年度上半期と下半期に分けて発行。基本的には当番組を含む系列局の中継映像・実況音声が使用されているが、レースによってはKBS京都などの映像・実況音声が使用されている。1996年下半期分からそうした形態がとられているが、それまではJRAの映像とフジテレビアナウンサーの実況が組み合わされていた。一説には購入者から「違和感がある」と苦情があって現行の形態になったという説もあるが、定かではない。2004年下半期分まで発行。

### スーパー競馬 (テレビゲーム)
スーパーファミコンのゲームとタイアップしたことがあった。アイマックスから1993年8月10日に『スーパー競馬』、1995年5月19日に『スーパー競馬2』のタイトルで競走馬育成シミュレーションゲームが発売された。
続編では大川によるパドック解説や井崎の予想コーナーがあるなど、より実際の番組に近づけた内容になっている。

## アーカイブ番組
フジテレビTWOで随時「中央競馬中継黄金伝説」と題した番組が放送されている。この番組では当番組のごく初期のころ、ならびに前身となる「中央競馬中継・チャレンジ・ザ・競馬」を含め、過去の中央競馬の名勝負を当時の放送映像そのままに再現した番組である。